# Novosibirsks tunnelbana
Novosibirsks tunnelbana började byggas 1979 och den första sträckan på röda linjen (Leninskaja) öppnades 1986. Tunnelbygget var bland de svåraste i världen, då man fick bygga tunnlarna för att klara av temperaturer på ned till -50 °C, vilket innebar byggandet av en övertäckt bro över floden Ob. Grön linje (Dzerzjinskij) öppnades 1987 som en transittunnel för att föra passagerare från stadens centralstation vid Garina Michajlovskogo till tunnelbanenätet. Efter att arbetena stoppades under 1990-talets finansiella kris i Ryssland har man under de senare åren återupptagit utbyggnadsarbetet.
Systemet omfattar för närvarande (2017) 16 km med 13 stationer, med fem stationer på grön linje (Dzerzjinskij) och åtta på röd (Leninskaja) med inalles 80 vagnar. 221 000 passagerare åker med tågen dagligen (2015). 
En tredje linje med inledningsvis tre stationer är under planering, och beräknas invigas 2020-2022.

## Tunnelbanelinjer
| Nr | Namn               | Öppningsår | Längd   | Stationer |
| -- | ------------------ | ---------- | ------- | --------- |
| 1  | Leninskajalinjen   | 1986       | 10,5 km | 8         |
| 2  | Dzerzjinskijlinjen | 1987       | 5,5 km  | 5         |
|    | Totalt:            |            | 16 km   | 13        |